# CKBY-FM
CKBY-FM (Country 101.1 – Today’s Best Country) ist ein privater Hörfunksender aus Smiths Falls, Kanada, der vorwiegend aktuelle Country-Musikcharts auf der UKW-Frequenz 101,1 mit 100 kW sendet. Der Sender versorgt somit Ottawa als auch die umliegenden Städte. Darüber hinaus wird über das digitale Breitbandnetz im Kabel TV als auch über das Internet das Sendeprogramm ausgestrahlt. Das analoge Programm wird somit in Smith Falls und Ottawa ausgestrahlt. Der Sender wird seit 1999 von Rogers Media betrieben.

## Geschichte
1969 erfolgte die Gründung und Sendeaufnahme des Senders ursprünglich unter dem Namen CJET-FM. Anfang 1970 wurde das Callsign in CKUE geändert. 1984 erfolgte die Übernahme des Senders durch CHEZ-FM Inc. 1999 übernahm Rogers Media alle Senderstationen von der CHEZ-Group. Am 9. Januar 2004 änderte Rogers Media das Format der Sendestation und benannte diese in CKBY Y101 FM um. Seit dem 28. Juni 2013 um 15 Uhr wurde der Sender mit einem neuen Markennamen versehen und heißt seitdem Country 101.1 FM. Das Sendeformat wurde beibehalten.

## Programm
Neben stündlichen Informationssendungen zu aktuellen Geschehnissen werden des Weiteren Wetter und Verkehrsnachrichten gesendet.
- Y101 WEEKLY TOP 40 - Country-Musik-Charts jeden Samstag um 9 Uhr morgens bis 13.00 Uhr Ortszeit, moderiert von Bob Kingsley.
- Canadian Country Top 20
- Joël & Mary Anne
- Amanda Kingsland
- The Dirt
- Linda Warne
- John Chatwood
- Nancy Stapleton
- Drive @ 5
- Big 6 @6
- Saturday Night STOMP!